# Nevill Francis Mott
Sir Nevill Francis Mott (n. 30 septembrie 1905, Leeds, Anglia, Regatul Unit al Marii Britanii și Irlandei – d. 8 august 1996, Milton Keynes, Anglia, Regatul Unit) a fost un fizician britanic, laureat al Premiului Nobel pentru Fizică în 1977, împărțind premiul cu Philip Warren Anderson și John van Vleck.